# Rimóc
Rimóc (szlovákul: Rimovce) község Nógrád vármegyében, a Szécsényi járásban.

## Fekvése
Rimóc község Nógrád vármegyében található. A Novohrad-Nógrád UNESCO Globális Geoparkhoz tartozó település a Cserhát északi nyúlványai alatt, az Ipolytól és Szécsénytől délre, négy kilométernyire található község. A város felől szántóföldek határolják, míg délről a Cserhát magaslatai koszorúzzák a falut, amelyet a Körtvélyes-patak szel ketté.
A honfoglalást megelőző korból származó adat, miszerint a mai Hatvan irányából erre vezető kereskedelmi út érintette több más nógrádi község elődjével együtt Rimócot is, ahol két földvár védte a kereskedelmi utat, mely a Cserháton vezetett keresztül. Rimóc település az egyik neves központja a Nógrád vármegyei palócságnak.
A táj szépsége sok idelátogatót magával ragad. Innen indul a Cserhát hegység legszebb pontjain keresztül vezető mintegy 20 kilométeres turistaút, amely Rimócot a Dobogótetőn, Nagymezőn és a Sas-bércen keresztül Bujákkal köti össze. A településről látni a világörökség részét képező Hollókői várat is. A 7 km hosszú, erdei környezetben vezető kerékpárút (amely máig az egyetlen Nógrád vármegyében) vége egyenesen a védett ófalu bejáratához vezet. Rimócról tiszta időben az Alacsony-Tátra hóborította sapkái is jól láthatóak, emellett több más hegység magaslatai is tisztán kivehetőek (például Karancs, Mátra, Börzsöny, Szanda, Tepke stb).

## Megközelítése
Budapest irányából közúton többfelől is megközelíthető a település. Ehhez előbb Szécsényig kell eljutni, vagy a 2-es és a 22-es főúton, Balassagyarmaton át, vagy Hatvanig az M3-as autópályán, onnan Pásztó határáig a 21-es főúton, onnan pedig a 2122-es úton. Szécsény déli részén ez utóbbi útból ágazik ki a Nógrádsipekre vezető 21 132-es út, utóbbiból pedig a városhatár közelében a Rimócra vezető 21 133-as út.
Szécsény és Balassagyarmat városába rendszeres az autóbuszjáratok forgalma. A településről száraz időben a környékbeli falvak – Varsány, Nógrádsipek, Nagylóc és Hollókő – könnyen elérhetőek földúton (hamarosan aszfaltúton is), illetve Rimócot Hollókővel a fent említett aszfaltozott kerékpárút is összeköti.

## Nevének eredete
Elnevezése a szláv eredetű Rimovci vagy Rimovc helynév átvételéből származik, amiben egy Rim személynév rejlik.

## Története
Valószínű, hogy a község már a 11. században templomos hely volt, s az akkori település ott állhatott, ahol most, hiszen a közelében feltárt honfoglalás kori sírokban Szent István pénzérméi kerültek elő egyéb honfoglalás kori leletek mellett.
A 13. század elején azé a Simon báné volt, aki a Gertrúd királyné elleni merényletben is részt vett. 1229-ben a települést összes javaitól megfosztották és előbb a Szák-, majd a Kacsics nemzetség birtokába került.
A 14. század elején a nemzetség hollókői vagy Illés ágából származó Péter fiai birtokában találjuk. Miután e tulajdonosai Károly Róbert király hatalmát megdönteni akaró Csák Máté mellé pártoltak, 1324-ben a király Szécsényi Tamás vajdának adományozta. Így a település a többi környékbeli faluval együtt a Szécsényieké, a szécsényi uradalom részévé vált.
A község valószínűleg igen régtől egyházas hely, a plébánia első írásos említése az 1332–1337. évi pápai tizedjegyzékből származik. A középkorban királyi várnép élt Rimócon. A falu határa 1333-ban még két részből, Kis- és Nagyrimócból állt az oklevelek tanúsága szerint. 1461–1481 között a Guthi Országh család és a Lossonczyak nyerték adományul. A török megszállást a falu megsínylette, de utána gyorsan benépesült. A nemes és szabados családok közé Zólyom vármegyéből Gyetva környéki tótok települtek ide. Míg 1715-ben 11 magyar és 5 szlovák háztartást írtak össze, addig 1720-ban már 17 a magyar háztartások száma. 1770-ben gróf Forgách János és Miklós, Kamocsay András és báró Haller Sámuel voltak a falu birtokosai. 1826-ban gróf Forgách József a falu földesura. A későbbi időkben a nagyobb birtokosok közül meg kell említeni báró Prónay Róza és Irma, özvegy Plachy Tamásné, született Ruttkay Mária és dr. Gross Jenő nevét is.
A 20. század elején Nógrád vármegye Szécsényi járásához tartozott.

## Közélete

### Polgármesterei
- 1990–1994: Beszkid Andor (független)[3]
- 1994–1998: Beszkid Andor (független)[4]
- 1998–2002: Beszkid Andor (független)[5]
- 2002–2006: Beszkid Andor (független)[6]
- 2006–2010: Beszkid Andor (független)[7]
- 2010–2014: Beszkid Andor (független)[8]
- 2014–2016: Beszkid Andor (független)[9]
- 2017–2019: Beszkid János (független)[10][11]
- 2019–2024: Szabó Vilmos (független)[12]
- 2024– : Szabó Vilmos (független)[1]

A településen 2017. február 26-án időközi polgármester-választást kellett tartani, mert a korábbi polgármester, Beszkid Andor 2016. november 19-én autóbalesetben elhunyt. Az időközi választáson hat jelöltre szavazhattak a falubeliek, akik közül az előző polgármester fivérére, a település addigi alpolgármesterére voksoltak a legtöbben.

## Népesség
A település népességének változása:
| Lakosok száma | 1841 | 1849 | 1844 | 1681 | 1573 | 1555 | 1545 |
|               | 2013 | 2014 | 2015 | 2021 | 2022 | 2023 | 2024 |

1910-ben 1472 lakosából 1471 magyar anyanyelvű volt. Ebből 1432 római katolikus, 22 evangélikus, 15 izraelita volt.
2001-ben a település lakosságának 87%-a magyar, 13%-a cigány nemzetiségűnek vallotta magát.
A 2011-es népszámlálás során a lakosok 89,1%-a magyarnak, 17,1% cigánynak, 0,2% románnak mondta magát (10,4% nem nyilatkozott; a kettős identitások miatt a végösszeg nagyobb lehet 100%-nál). A vallási megoszlás a következő volt: római katolikus 73,3%, református 0,3%, evangélikus 0,2%, felekezeten kívüli 3,3% (21,2% nem nyilatkozott).
2022-ben a lakosság 94,9%-a vallotta magát magyarnak, 11,3% cigánynak, 0,3% németnek, 0,3% románnak, 0,1-0,1% horvátnak, görögnek, ruszinnak, szlováknak és ukránnak, 1,8% egyéb, nem hazai nemzetiségűnek (5,1% nem nyilatkozott; a kettős identitások miatt a végösszeg nagyobb lehet 100%-nál). Vallásuk szerint 56,6% volt római katolikus, 0,5% református, 0,1% evangélikus, 0,1% görög katolikus, 1% egyéb keresztény, 0,5% egyéb katolikus, 9,2% felekezeten kívüli (31,7% nem válaszolt).

## Nevezetességei
- Falumúzeum
- Babamúzeum – életnagyságú babákon a helyi népviselet bemutatása
- Főkötő-kiállítás

## Ismert személyek
- Itt működött segédlelkészként pappá szentelésétől 1879-ig Neszméry Gáspár (1848–1922) későbbi nagybárkányi, majd nyitraegerszegi plébános, alesperes.
- Itt szolgált Szaiff János (1855–1902) római katolikus plébános.